# Neobična galaktika
Neobična galaktika ili pekulijarna galaktika vrsta je galaktike. U katalozima su označene s "p" ili "pec". Neobičnim ih nazivamo zbog neobičnih svojstava zbog kojih ih ne možemo svrstati u ostale vrste galaktika. Te osobitosti mogu biti aktivnost, međudjelovanje ili poremećeni oblik.
Astronom Halton Arp sabrao je neobične galaktike u svoj katalog Atlas neobičnih galaktika 1966. godine.